# Bulbophyllum lasiopetalum
Bulbophyllum lasiopetalum là một loài phong lan thuộc chi Bulbophyllum.